# Бертонико
Бертонико (итал. Bertonico) је насеље у Италији у округу Лоди, региону Ломбардија.
Према процени из 2011. у насељу је живело 939 становника. Насеље се налази на надморској висини од 64 м.

## Становништво
| 1931. | 1936. | 1951. | 1961. | 1971. | 1981. | 1991. | 2001. | 2011. |
| ----- | ----- | ----- | ----- | ----- | ----- | ----- | ----- | ----- |
| 2.155 | 2.124 | 2.216 | 1.699 | 1.212 | 1.143 | 1.116 | 1.116 | 1.168 |